# Рачкова, Мария Фёдоровна
Мария Федоровна Рачкова (род. 17 апреля 1945, село Кашперовка, теперь Барановского района Житомирской области) — украинская советская деятельница, трактористка совхоза имени Петровского Березанского района Николаевской области. Депутат Верховного Совета СССР 11-го созыва.

## Биография
Родилась в крестьянской семье.
В 1962—1969 годах — свинарка, в 1969—1970 годах — разнорабочая совхоза имени Петровского села Кимовки Березанского района Николаевской области. В 1971 году окончила курсы трактористов.
С 1971 года — трактористка цеха кормопроизводства, звеньевая женской механизированной звена «Плодородие» совхоза имени Петровского села Кимовки Березанского района Николаевской области.
Член КПСС с 1973 года.
Образование среднее специальное. В 1978 году без отрыва от производства закончила Новобугский техникум механизации и электрификации сельского хозяйства Николаевской области.
Потом — на пенсии в селе Кимовка (теперь — Калиновка) Березанского района Николаевской области.

## Награды
- орден Трудового Красного Знамени
- орден «Знак Почета»
- медали